# جیجو آلبرتی
جیجو آلبرتی (ایتالیایی: Gigio Alberti؛ زادهٔ ۱۹ ژوئن ۱۹۵۶) بازیگر اهل ایتالیا است.
از فیلم‌هایی که وی در آن نقش داشته‌است، می‌توان به مدیترانه، نیروانا، لبخند مادر من، قطعات نمایشی کوتاه، به کجا می‌روی، عزیزم؟، همه مردان بی‌کفایت، علاج محافظ شخصی و ازدواج‌ها اشاره کرد.